# 松野クララ
松野 クララ（まつの くらら、松野 久良々・松野 くらら、独語名: Clara Louise Zitelmann〈クララ・チーテルマン〉、1853年8月2日 - 1931年7月18日）は、ベルリン生まれのドイツ人女性で、明治時代の幼児教育者、音楽教育者（ピアノ奏者）。配偶者は農商務省官吏で林学教育者の松野礀（旧長州藩臣）。

## 略歴
ベルリンにて、Carl Friedrich Zitelmann（父）とEmma Pauline Ulrike (Tangermann) Zitelmann（母）の娘として生まれる。姉はEmma Maria Luise Zitelmann（1847年3月23日生）。
フリードリヒ・フレーベルが創立した保母学校を卒業したとされる。
1876年（明治9年）8月に来日、ドイツで知り合った松野礀との結婚が12月に正式に許可された（日本人男性とドイツ人女性の国際結婚の第一号）。翌1877年（明治10年）、娘の文（ふみ、Frida Fumi）を出産。
来日直後より東京女子師範学校に英語教師として雇われた後、同年11月に創設された同校付属幼稚園の首席保母に就任。同校の保母練習科（1878年6月設置）でも教え、1880年（明治13年）2月末日に依願退職した（3月以降も員外保母を嘱託）。同年3月より1886年（明治19年）まで体操伝習所の洋琴弾方を嘱託され、1887年（明治20年）11月からは華族女学校（旧学習院女子科）の嘱託音楽教師となり、1903年（明治36年）12月まで教鞭をとった。
1908年（明治41年）5月の松野礀の死去後、1910年（明治43年）1月に故国ドイツへ一時帰国（旅行）しているうちに、第一次世界大戦を迎えたとされる。
1931年7月、ベルリンにおいて満77歳で逝去。なお、クララの墓所は研究者の調査にもかかわらず不明のままである。

## 活動と業績
- 1876年（明治9年）設立の東京女子師範学校付属幼稚園にて、初代監事（園長）関信三の下で首席保母となり、豊田芙雄（ふゆ、女性）[17]・近藤濱を保母として、フレーベルの恩物の使い方や遊戯、実際的な保育の技法を通じて、フレーベルの教授法を初めて日本に導入・伝授し、日本における近代幼児教育の基礎づくりに貢献した。また、当時珍しかったピアノを弾いて子どもたちと一緒に遊戯を楽しんだ保育者の第一号でもある。当時、幼稚園の遊戯室にはピアノが1台あったが、弾けるのは彼女だけだった。
- 東京女子師範付属幼稚園での保育唱歌の作成と指導は式部寮伶人が担当したが、1879年（明治12年）3月にクララによる伶人への洋琴伝習が正式に許可され、当初は小篠秀一（御用掛）・芝葛鎮（一等伶人）・東儀季芳（二等伶人）・奥好義（四等伶人）に、5月からは東儀に代わり辻則承（五等伶人）に、ネイサン・リチャードソンの教則本（Richardson's New Method for the Piano-forte）を用いてピアノを教えた[18][19][20]。
- 1894年（明治27年）5月には、鹿鳴館で開かれた慈善音楽会で、松野を含む4人がピアノ2台で連弾を披露した記録が残されている[5]。
- 松野礀の死後、その門下生らを発起人として恩師の功績を顕彰する記念事業の寄付金集めが開始され、1909（明治42年）、千葉県清澄山周辺にある東京帝国大学農科大学付属清澄演習林内の一部が「松野記念林」に選定されるとともに記念碑も建立された[21]。その際、クララは外国樹種植栽を実現するために積極的に関与したという[16]。

## エピソード
- 児童文学者の巖谷小波（当時8歳）は、クララの来日直後より、彼女からドイツ語の指導を受けた。
- 松野家は、クララが華族女学校退職時に明治天皇より下賜された金千円を元手に横浜市子安町の土地（山林・畑・宅地）を購入。管理人を雇い居住管理させていたが、クララがドイツから帰国しないものと見越し、管理人は1914年（大正3年）4月にクララより当該土地の贈与を受けたとの虚偽の事実を主張し、1921年（大正10年）3月に横浜地方裁判所に土地所有権移転登記手続請求訴訟を起こし、同年7月にクララ不在のまま管理人勝訴の欠席判決が下された。管理人は同年9月に所有権移転登記手続を済ませると同時に、さらに売買名義により第三者に所有権を移転させてしまう。この事実を知ったクララは、男爵長松篤棐（松野礀の甥）に委任し、東京地方裁判所に原状回復を求める抹消登記請求の民事訴訟を起こしたが、1923年（大正12年）12月、不法行為（横領）によるものであっても所有権移転の確定判決の効力の優位性を理由として、不当請求とされ敗訴した。[14][22]

## 著作
- 『婦人のつとめ』益森英亮（山口県士族）発行、1888年（1887年2月開催の獨逸学協会婦人懇親会での演説）

## 家族
娘の文はリチャード・ニクラス・オーリー（Richard Nikolaus Ohly）に嫁ぎ、一男一女を儲けるも1901年（明治34年）に台湾（台南市安平）で24歳で死去。その遺児はクララとともにドイツへ渡り、男児は若くして早世したものの、女児の子孫は今日まで現存している。

## 顕彰

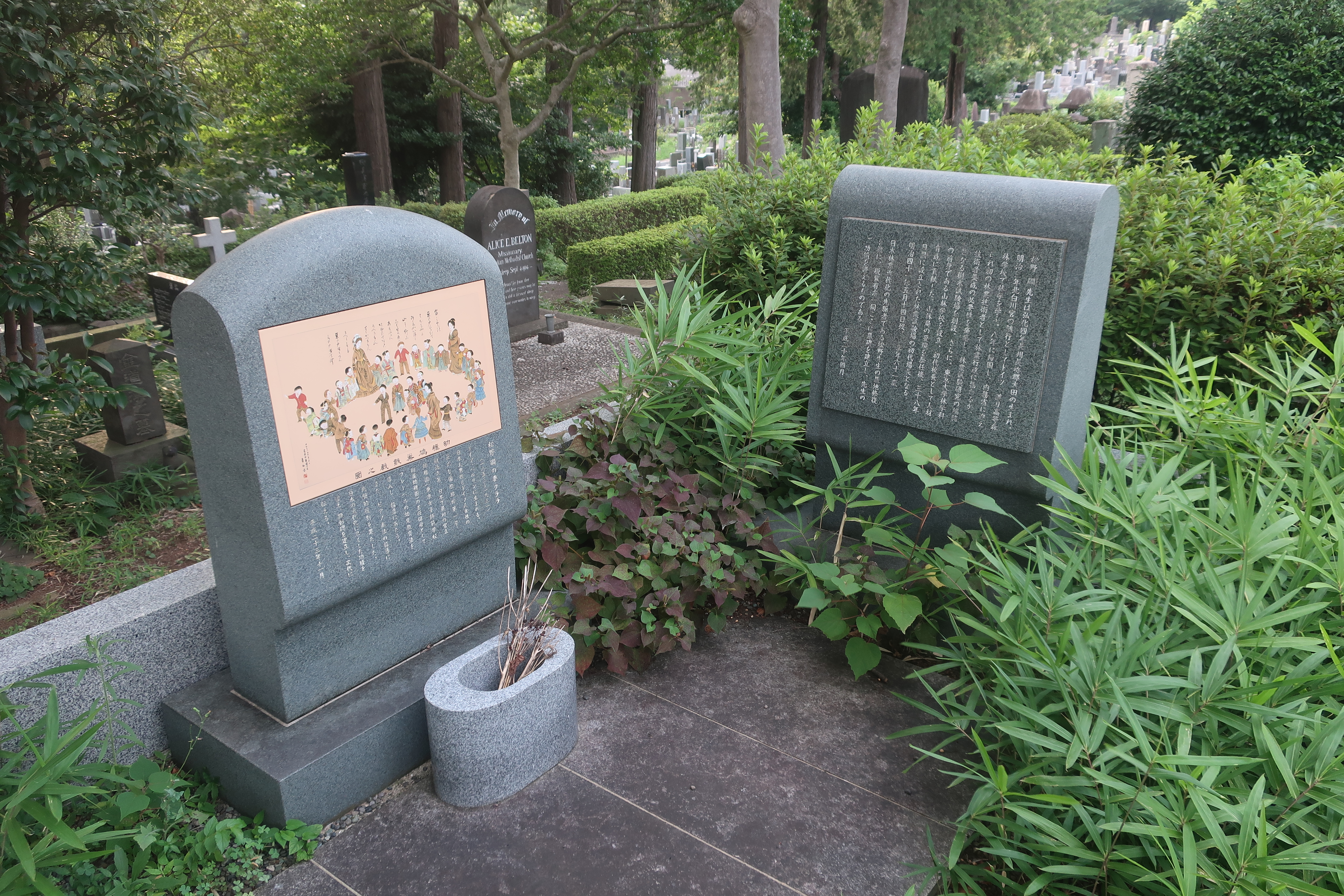
松野礀と松野クララの顕彰碑（青山霊園）

- 1976年（昭和51年）11月16日に発行された「幼稚園100年記念」50円切手には、 子どもたちと一緒に遊戯（フレーベル『母の歌と愛撫の歌』の「家鳩」）をしているクララの姿が描かれている（原画：大阪市立愛珠幼稚園所蔵「幼稚鳩巣戯劇之図」の部分）。
- 2011年（平成23年）11月、青山霊園にあるクララの夫と娘の墓所のそばに、日独交流150周年記念事業の一環として、クララの顕彰碑が建立された。